# Stanhopea platyceras
Stanhopea platyceras är en orkidéart som beskrevs av Heinrich Gustav Reichenbach. Stanhopea platyceras ingår i släktet Stanhopea och familjen orkidéer.
Artens utbredningsområde är Colombia. Inga underarter finns listade i Catalogue of Life.

## Bildgalleri

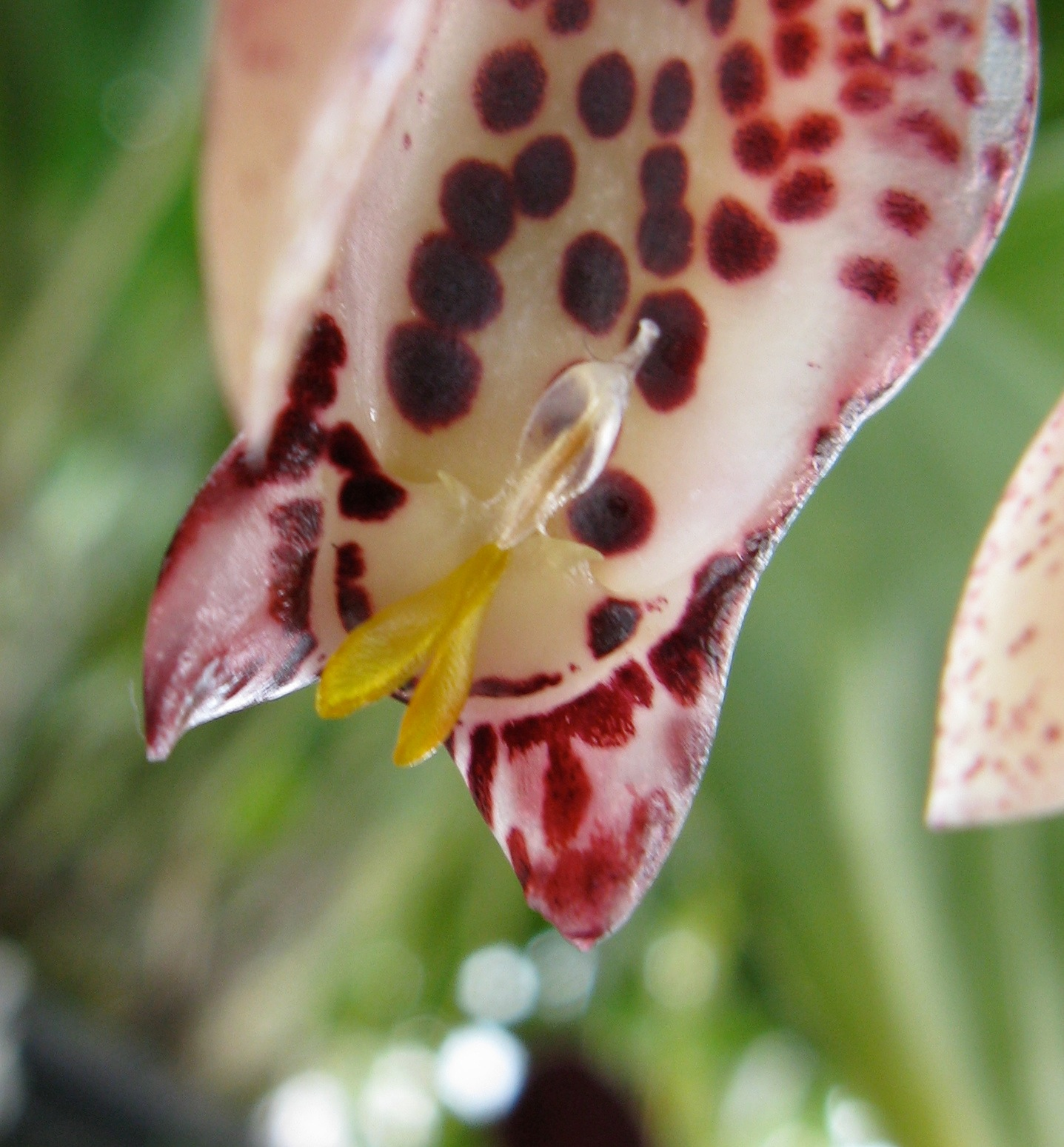